# Houstonia zani
Houstonia zani är en stekelart som beskrevs av Boucek 1988. Houstonia zani ingår i släktet Houstonia och familjen kragglanssteklar. Inga underarter finns listade i Catalogue of Life.